# Quattrocento

De Geboorte van Venus

Quattrocento is een term die wordt gebruikt om de 15e-eeuwse periode van kunst en literatuur uit de Italiaanse renaissance aan te duiden. Het is een Italiaanse afkorting voor mille quattrocento, veertienhonderd: quattro, vier (van het Latijnse quattuor) + cento, honderd (van het Latijnse centum). Tijdens deze periode, die ook wel de renaissance genoemd wordt, maakte de Italiaanse kunst belangrijke ontwikkelingen door. Belangrijke kunstenaars uit die tijd zijn onder andere de beeldhouwer Donatello, de architect Brunelleschi en de schilder Botticelli.

## Lijst van kunstenaars van het Italiaanse quattrocento
- Andrea del Castagno
- Andrea del Verrocchio
- Andrea della Robbia
- Andrea Mantegna
- Antonello da Messina
- Antoniazzo Romano
- Antonio Pollaiuolo
- Antonio Rossellino
- Benozzo Gozzoli
- Bertoldo di Giovanni
- Carlo Crivelli
- Cosimo Tura
- Desiderio da Settignano
- Domenico di Bartolo
- Domenico Ghirlandaio
- Domenico Veneziano
- Donatello
- Ercole de' Roberti
- Filippo Brunelleschi
- Filippo Lippi
- Fra Angelico
- Francesco del Cossa
- Francesco di Giorgio
- Francesco Squarcione
- Gentile Bellini
- Gentile da Fabriano
- Giovanni Antonio Boltraffio
- Giovanni Bellini
- Giovanni di Paolo
- Jacopo Bellini
- Justus van Gent
- Leon Battista Alberti
- Leonardo da Vinci
- Lorenzo Ghiberti
- Luca della Robbia
- Luca Signorelli
- Masaccio
- Masolino da Panicale
- Melozzo da Forlì
- Paolo Uccello
- Pedro Berruguete
- Piero della Francesca
- Pietro Perugino
- Rafaël
- Sandro Botticelli
- Il Sassetta
- Vecchietta
- Vittore Carpaccio
- Vittore Crivelli